# Frank Korpershoek
Frank Korpershoek (Heemstede, 29 oktober 1984) is een Nederlandse voetballer die als verdediger of middenvelder speelt.

## Loopbaan
Korpershoek begon zijn carrière bij de Koninklijke HFC en kwam ook nog uit voor DWV. Vanaf medio 2006 speelde hij in het betaalde voetbal bij Telstar uit Velsen. Zijn eerste speelminuten maakte Korpershoek tijdens Stormvogels Telstar – Helmond Sport op 18 augustus 2006. Vier minuten voor tijd liet trainer Luc Nijholt hem debuteren. Na een aantal invalbeurten speelde Korpershoek op 8 september 2006 zijn eerste volledige wedstrijd voor Telstar. Tijdens deze wedstrijd tegen FC Omniworld maakte hij ook zijn eerste doelpunt.
In december 2019 speelde Korpershoek als aanvoerder van Telstar een wedstrijd voor de KNVB Beker tegen Ajax, waar hij op dat moment jeugdtrainer was. Hij maakte een doelpunt, maar Telstar verloor met 3-4.

## Carrière betaald voetbal
| Seizoen | Club                | Wedstrijden | Doelpunten | Competitie     |
| ------- | ------------------- | ----------- | ---------- | -------------- |
| 2006/07 | Stormvogels Telstar | 19          | 1          | Eerste Divisie |
| 2007/08 | Stormvogels Telstar | 30          | 1          | Eerste Divisie |
| 2008/09 | Telstar             | 20          | 0          | Eerste Divisie |
| 2009/10 | Telstar             | 33          | 4          | Eerste Divisie |
| 2010/11 | Telstar             | 28          | 1          | Eerste Divisie |
| 2011/12 | Telstar             | 16          | 0          | Eerste Divisie |
| 2012/13 | Telstar             | 29          | 1          | Eerste Divisie |
| 2013/14 | Telstar             | 11          | 1          | Eerste Divisie |
| 2014/15 | Telstar             | 34          | 0          | Eerste Divisie |
| 2015/16 | Telstar             | 29          | 0          | Eerste Divisie |
| 2016/17 | Telstar             | 21          | 0          | Eerste Divisie |
| 2017/18 | Telstar             | 35          | 1          | Eerste Divisie |
| 2018/19 | Telstar             | 33          | 3          | Eerste Divisie |
| 2019/20 | Telstar             | 29          | 0          | Eerste Divisie |
| 2020/21 | Telstar             | 15          | 1          | Eerste Divisie |
| Totaal  |                     | 382         | 14         |                |